# 科勒托
科勒托（法語：Colletot，法語發音：[kɔlto]）是法国厄尔省的一个市镇，位于该省西北部，属于贝尔奈区。

## 地理
科勒托（49°21'1"N, 0°37'8"E）面积4.32 平方千米，位于法国诺曼底大区厄尔省，该省份为法国北部内陆省份，北起滨海塞纳省，西接奧恩省和卡爾瓦多斯省，南至厄尔-卢瓦省，东临瓦兹省、瓦兹河谷省和伊夫林省。
与科勒托接壤的市镇（或旧市镇、城区）包括：阿普维尔阿讷博、鲁穆瓦地区科韦维尔、里勒河畔科讷维尔。

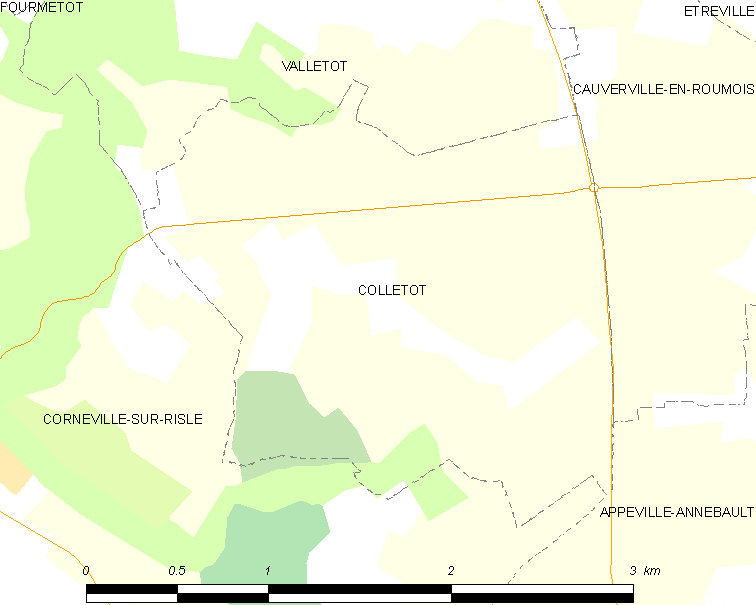
科勒托的OSM定位图

科勒托的时区为UTC+01:00、UTC+02:00（夏令时）。

## 行政
科勒托的邮政编码为27500，INSEE市镇编码为27163。

## 政治
科勒托所属的省级选区为蓬托德梅尔县。

## 人口

1962-2008年间科勒托人口变化图示

科勒托于2022年1月1日时的人口数量为179人。